# シエロ (芸能事務所)
シエロ（西: cielo）は、東京都港区に拠点を置いていた芸能プロダクション。

## 概要
主にAV女優のマネジメントを手掛ける芸能事務所で、北海道にも事務所を置いていた。
椎名そらの所属事務所として著名であったが、椎名は2018年よりLIGHTと業務提携し、のちに完全移籍した。
2023年1月時点で、公式サイトは閲覧できずツイッターも削除され、所属していた女優は概ね関連企業であるLIGHT所属となっていることから、シエロはLIGHTに統合されたとみられる。同年にはJapan production guild（日本プロダクション協会）を退会。

## 最終所属モデル
- 弥生みづき
- 日向うみ
- 朝桐光
- 小日向まい
- 逢沢はるか
- 二ノ宮慶子
- 佐山麗子
- 真田さな
- 竹田まい
- 椿乃愛
- 大原あむ
- 染谷さとみ
- 流川さくら
- 春乃おと
- 桜華みゆ
- いつき照
- 川村ゆい